# Кырыккале Роад Рэйс 2023
1-й выпуск Кырыккале Роад Рэйс — шоссейной многодневной велогонки по дорогам Турции. Гонка, являясь первым международным соревнованием в Кырыккале, состояла из 2 этапов и проводилась с 10 по 11 июня 2023 года в рамках Европейского тура UCI 2023 (категория 2.2). Победителем гонки стал греческий велогонщик Никифорос Арваниту.

### Участники
В гонке приняло участие 14 команд: 5 континентальных, 2 национальные сборные и 7 любительских, клубных или региональных команд.
| UCI Continental Teams (5)- Spor Toto Cycling Team - Konya Buyuksehir Belediye Spor - Iraq Cycling Project - Mes Sungun-Azad - DFT CCN Meshkin Shahr Национальные сборные (2)- Болгария - Греция Любительские, клубные или региональные команды (7)- Ankuva Cycling Team - Şanlıurfa Gençlik Spor - Velo Bursa Bisiklet Takimi - Karya Cycling Team - Çatalhuyuk Cumra Belediye Spor Kulübü Derneği - Team ISS Academy SK - PSKK Vassil-Levski |
| |

## Маршрут
| Этап | Дата   | Маршрут               | type      | Длина (км) | Победитель         | Лидер генеральной классификации |
| ---- | ------ | --------------------- | --------- | ---------- | ------------------ | ------------------------------- |
| 1    | 10 июн | Кырыккале – Кырыккале | равнинный | 142        | Никифорос Арваниту | Никифорос Арваниту              |
| 2    | 11 июн | Кырыккале – Кырыккале | равнинный | 164        | Ахмет Эркен        | Никифорос Арваниту              |

## Ход гонки
Никифорос Арваниту выиграл первый этап гонки, и, несмотря на то, что он стал вторым на втором этапе — смог удержаться в лидерах генеральной классификации и одержал победу в общем зачёте.

## Лидеры классификаций
| Этап |           | Победитель _       | Генеральная классификация _ |
| ---- | --------- | ------------------ | --------------------------- |
| 1    | равнинный | Никифорос Арваниту | Никифорос Арваниту          |
| 2    | равнинный | Ахмет Эркен        | Никифорос Арваниту          |
| Итог | Итог      |                    | Никифорос Арваниту          |

## Итоговое положение
| \| Генеральная классификация \| Генеральная классификация \| Генеральная классификация \| Генеральная классификация \| Генеральная классификация \| \| Гонщик \| Гонщик \| Команда \| Время \| \| \| ------------------------- \| ------------------------- \| ------------------------------ \| ------------------------- \| ------------------------- \| \| 1-й \| Никифорос Арваниту \| Греция \| 7ч 46' 32 \| \| \| 2-й \| Ахмет Эркен \| Spor Toto Cycling Team \| + 0 \| \| \| 3-й \| Бурак Абай \| Konya Buyuksehir Belediye Spor \| + 0 \| \| \| 4-й \| Полихронис Тцортзакис \| Греция \| + 0 \| \| \| 5-й \| Георгиос Боуглас \| Греция \| + 0 \| \| |                       |                                |           |
| |                       |                                |           |
| Источник: ProCyclingStats |                       |                                |           |
| Генеральная классификация |                       |                                |           |
| Гонщик | Гонщик                | Команда                        | Время     |
| 1-й | Никифорос Арваниту    | Греция                         | 7ч 46' 32 |
| 2-й | Ахмет Эркен           | Spor Toto Cycling Team         | + 0       |
| 3-й | Бурак Абай            | Konya Buyuksehir Belediye Spor | + 0       |
| 4-й | Полихронис Тцортзакис | Греция                         | + 0       |
| 5-й | Георгиос Боуглас      | Греция                         | + 0       |